# San Jacinto (Kalifornia)
San Jacinto – miasto w Stanach Zjednoczonych, w stanie Kalifornia, w hrabstwie Riverside. Według spisu ludności przeprowadzonego przez United States Census Bureau w roku
2010, w San Jacinto mieszka 44 199 mieszkańców.